# Trachonurus robinsi
Trachonurus robinsi es una especie de pez de la familia Macrouridae en el orden de los Gadiformes.

## Morfología
Los machos pueden llegar alcanzar los 25 cm de longitud total.

## Hábitat
Es un pez de aguas profundas que vive entre 514-1.344 m de profundidad.

## Distribución geográfica
Se encuentra en las Filipinas.